# Antiaris humbertii
Antiaris humbertii är en mullbärsväxtart som beskrevs av Jacques Désiré Leandri. Antiaris humbertii ingår i släktet Antiaris och familjen mullbärsväxter. Inga underarter finns listade i Catalogue of Life.